# Université Saint-Thomas (Nouveau-Brunswick)
Pour les articles homonymes, voir Saint-Thomas.
L'Université Saint-Thomas (en anglais : St. Thomas University (STU)) est située à Fredericton au Nouveau-Brunswick. C'est une université catholique offrant des programmes du premier cycle pour environ 3 000 étudiants en arts libéraux, en sciences humaines, en éducation et en travail social.

## Enseignants et étudiants célèbres
- Guy Arsenault (1952-), professeur et homme politique ;
- Anna Silk ,actrice canadienne.
- Shawn Graham, homme politique, premier ministre du Nouveau-Brunswick ;
- Kelly Lamrock, homme politique, ministre de l'éducation du Nouveau-Brunswick ;
- Sandra Lovelace Nicholas (1948-), activiste et sénatrice canadienne ;
- Brian Mulroney, ancien premier ministre du Canada
- David Adams Richards, auteur canadien.